# 클래런스 클레먼스
클래런스 클레먼스(Clarence Clemons, 1942년 1월 11일 ~ 2011년 6월 18일)는 미국의 색소포니스트이다. 뇌졸중의 합병증으로 사망하였다. 향년 69세. E 스트리트 밴드의 멤버로서 활동하였다.